# Lapin Poron kylmäsavuliha
La Lapin Poron kylmäsavuliha è la denominazione della carne di renna affumicata prodotta a freddo, fabbricata e confezionata in Finlandia, soprattutto nella regione della Lapponia e in alcuni comuni della provincia di Oulu,
Dall'aprile 2011, a livello europeo, la denominazione  Lapin Poron kylmäsavuliha è stata riconosciuta denominazione di origine protetta (DOP).

## Descrizione
Le carni utilizzate della Lapin Poron kylmäsavuliha sono parti di filetto, coscia, spalla, lombata, coppa e petto. Sua consistenza è molto fine e densa: infatti, le fibre della carne di renna affumicata a freddo sono più fini di quelle della carne affumicata a caldo. Suo colore varia dal rosso scuro a quasi nero e suo sapore è delicato e leggermente salato con note di affumicato.
I prodotti Lapin Poron kylmäsavuliha vengono condizionati in imballaggi alimentari  approvati di diverse misure, da meno di cento grammi fino a qualche chilogrammo.

## Zona geografica
La renna è tradizionalmente la prima fonte di sostentamento dei lapponi; e conformemente alla legge finlandese, l'allevamento delle renne è regolamentato (n. 848/1990). La zona geografica si estende in due province; la provincia della Lapponia (ad eccezione delle città di Kemi e di Tornio e del comune di Keminmaa), e i comuni di Hyrynsalmi, Kuivaniemi, Kuusamo, Pudasjärvi, Suomussalmi, Taivalkoski, Puolanka, Utajärvi e Yli-Ii 
della provincia di Oulu.

## Altre denominazioni
- Lapin Poron liha: carne di renna, DOP (da il 6 maggio 2009)
- Lapin Poron kuivaliha: carne di renna essiccata, DOP (da il 20 ottobre 2010)